# 苦谜木属
苦谜木属（学名：Aenigmanu）是美洲苦木科的一属。

## 下属物种
本属包括以下物种：
- Aenigmanu alvareziae W.W.Thomas[2]